# Māhūk Kolā
Māhūk Kolā (persiska: ماهوت كُلا, Māhūt Kolā, ماهوك كلا) är en ort i Iran.   Den ligger i provinsen Mazandaran, i den norra delen av landet, 130 km nordost om huvudstaden Teheran. Māhūk Kolā ligger 9 meter över havet och antalet invånare är 211.
Terrängen runt Māhūk Kolā är platt. Runt Māhūk Kolā är det ganska tätbefolkat, med 149 invånare per kvadratkilometer. Närmaste större samhälle är Āmol, 11,0 km sydväst om Māhūk Kolā. Trakten runt Māhūk Kolā består till största delen av jordbruksmark.